# Stützlastwaage
Die Stützlastwaage dient der Messung der Stützlast eines Pkw-Anhängers. Sowohl für Anhänger wie für Zugfahrzeuge sind minimale und maximale Stützlasten vorgeschrieben (der niedrigere Wert von Zugwagen bzw. Anhänger begrenzt die maximal zulässige Stützlast). 
Die maximal zulässige Stützlast soll ausgenutzt werden, um eine bessere Fahrstabilität des Gespannes zu erreichen. Zu geringe Stützlasten gefährden die Fahrstabilität.
Stützlastwaagen werden in einfacher Form als Federwaagen ausgeführt; sie werden aber auch in digitaler Ausführung angeboten. Zur richtigen Anwendung muss die Stützlastwaage in der Kugelpfanne der Anhängerkupplung angesetzt werden. Die weitverbreitete Messung mittels einer Personenwaage führt nur zu genauer Messung, wenn sie nicht unter dem Bugrad des Anhängers, sondern z. B. über eine Holzlatte entsprechend der Kupplungshöhe direkt unter dem Zugmaul angesetzt wird. 